# 厦门世茂海峡大厦

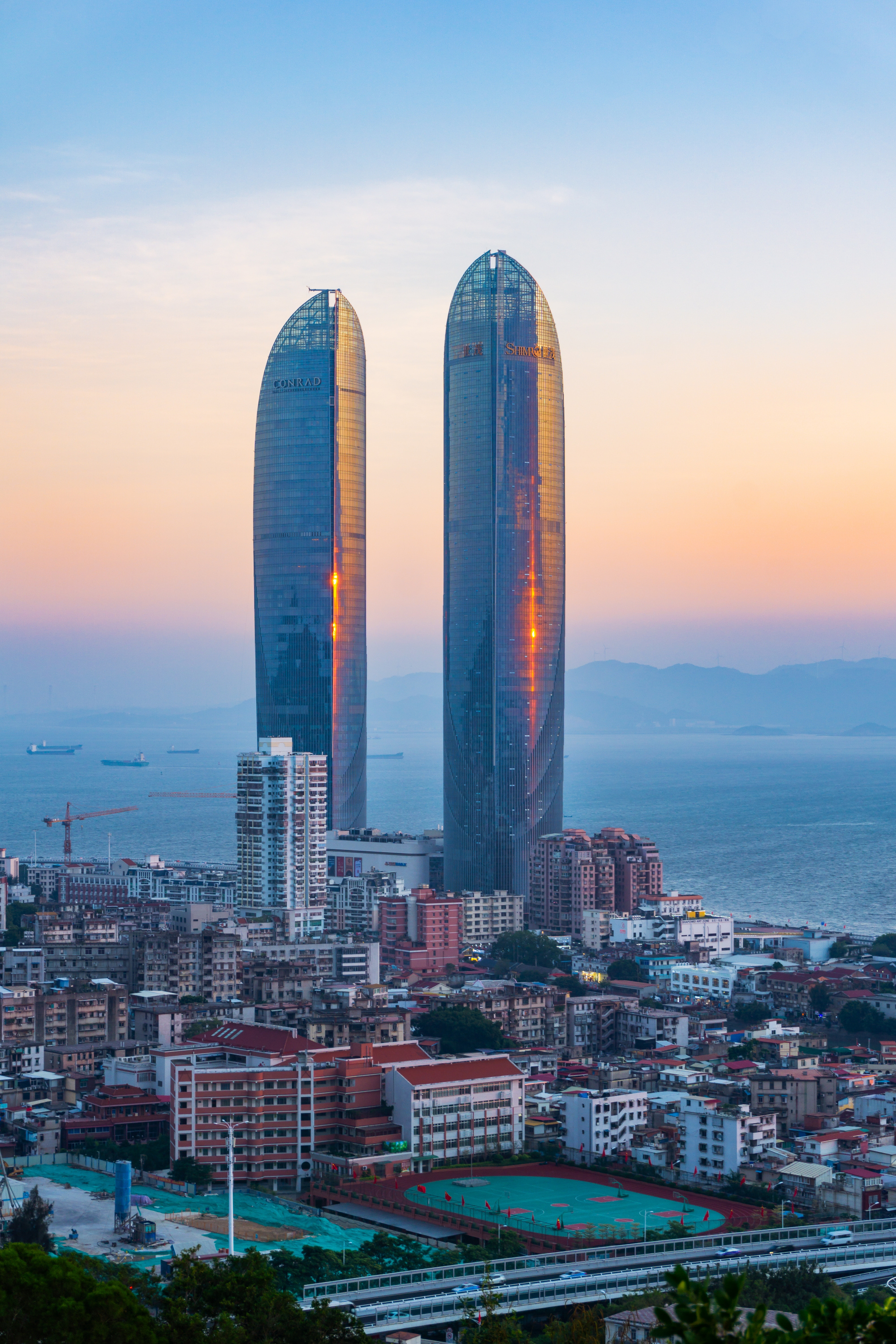
黄昏时的世茂海峡大厦。

厦门世茂海峡大厦位于厦门岛西南部，2016年落成，由两栋300米高的摩天大楼及裙楼组成，占地面积约22,355m²，规划总建筑面积约324,537万m²。又称“厦门双子塔”。目前为仅次于厦门绿发新时代广场的厦门第二高建筑物。

## 图集

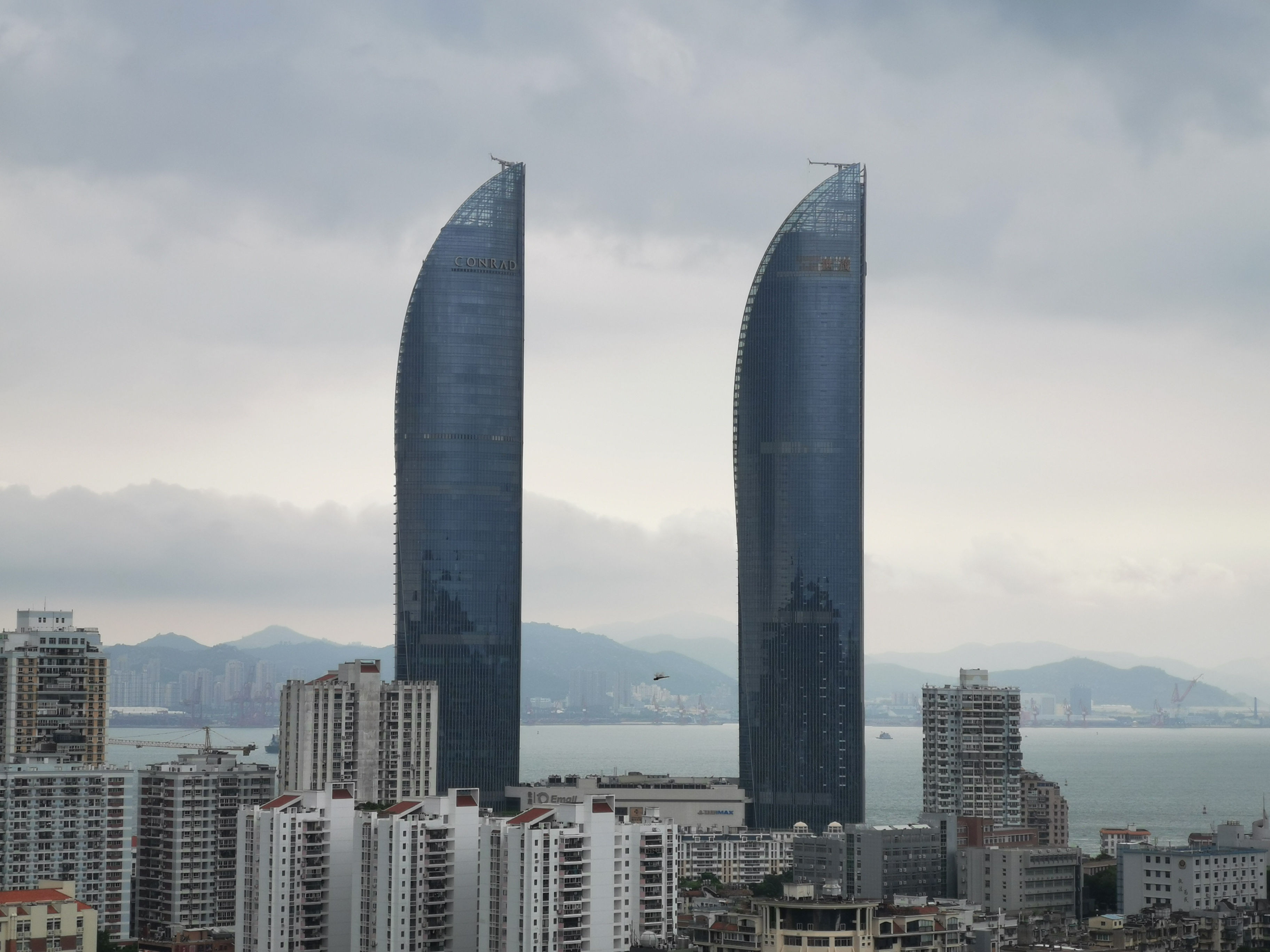
厦门万石山上看世茂海峡大厦。
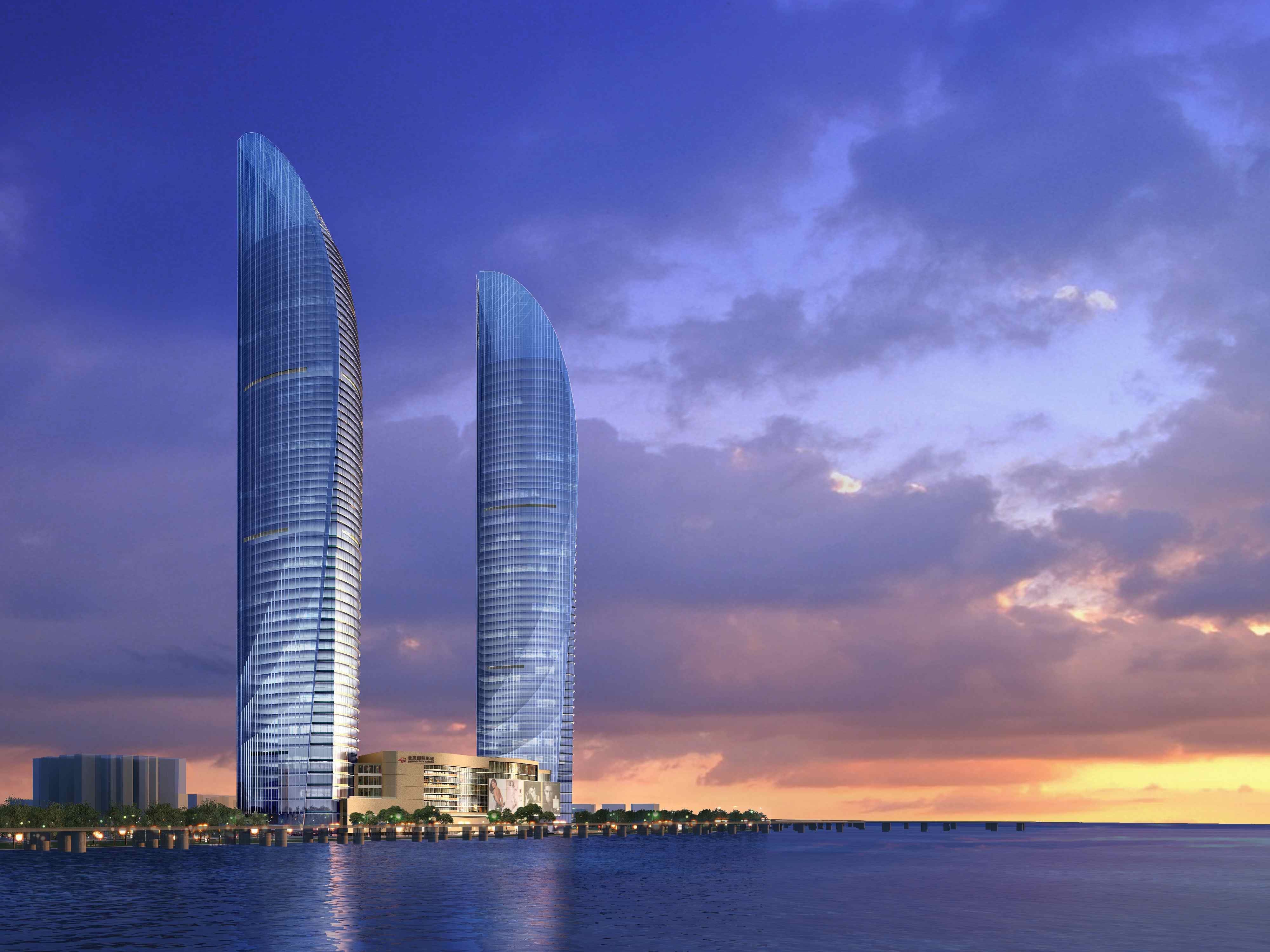
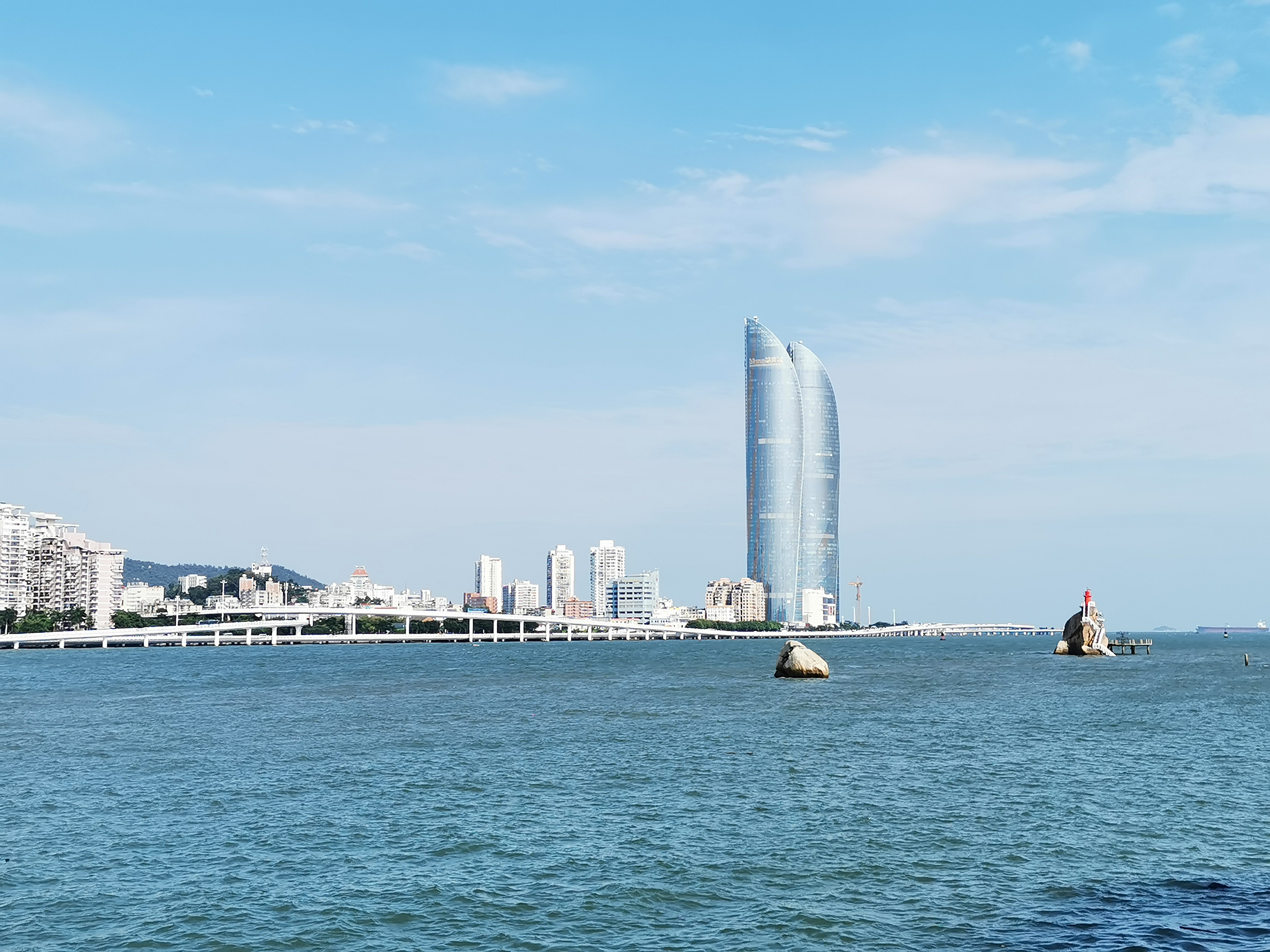
从鼓浪屿上看世茂海峡大厦。
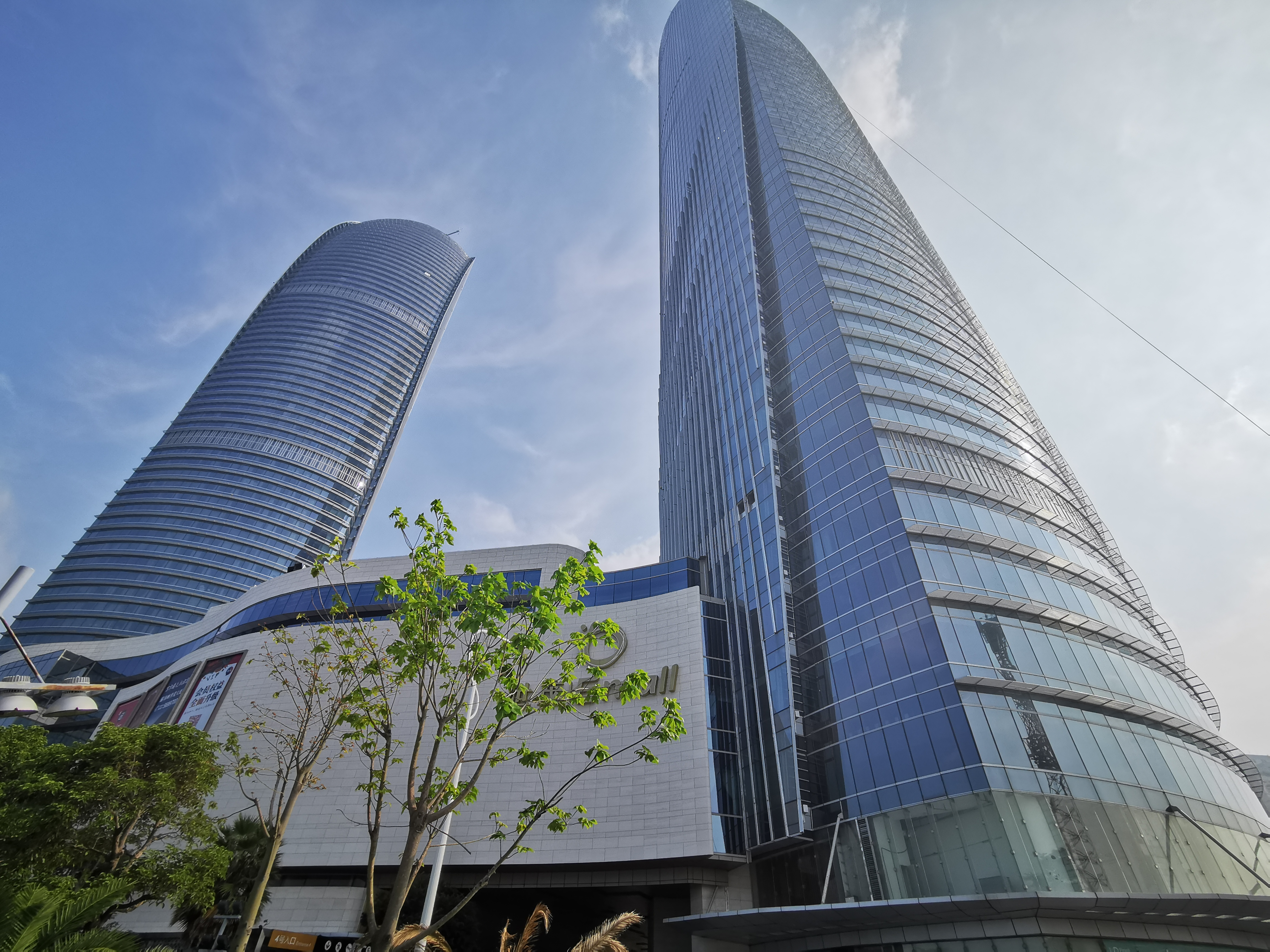
仰视世茂海峡大厦。
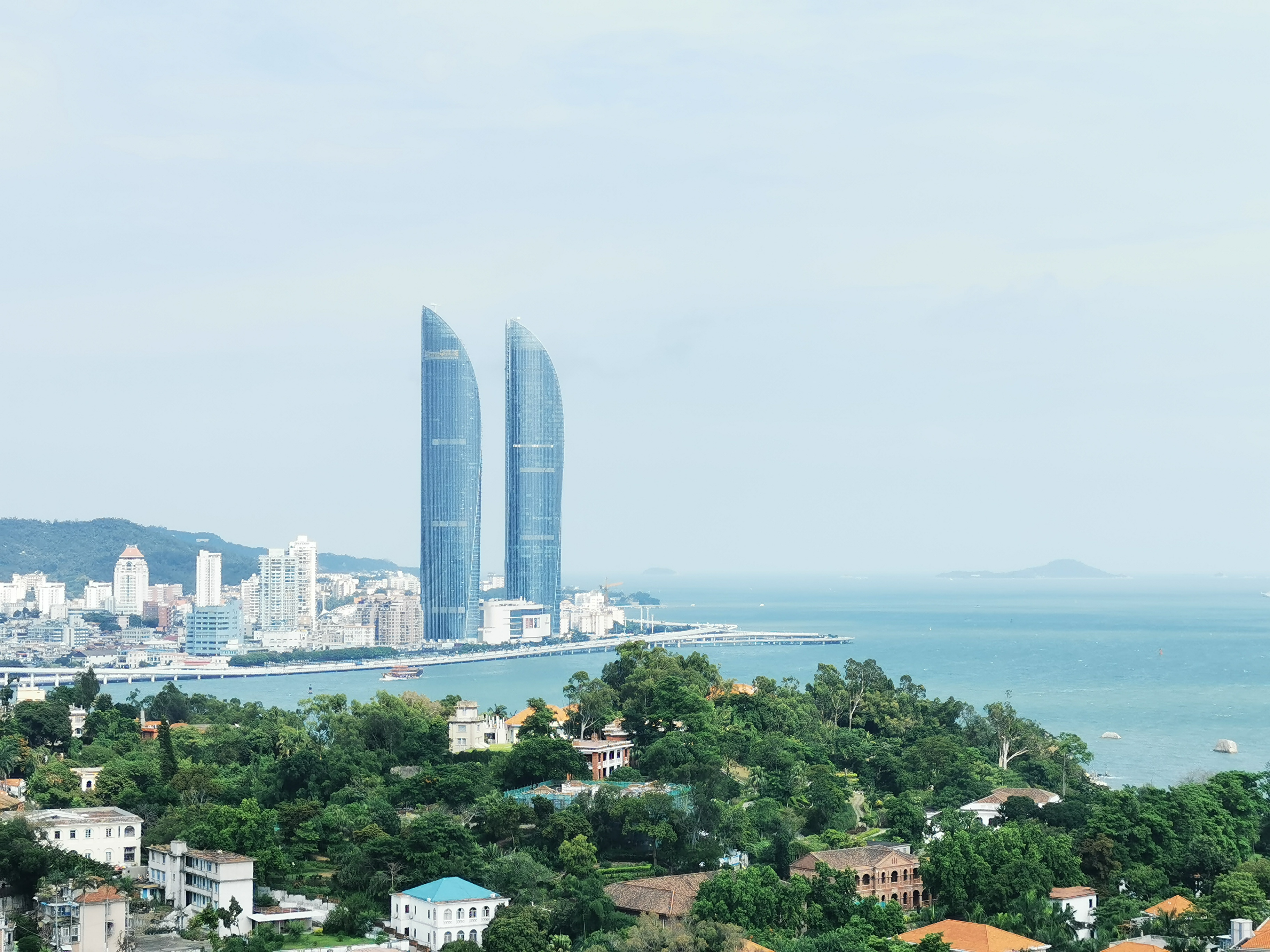
日光岩上望向世茂海峡大厦。
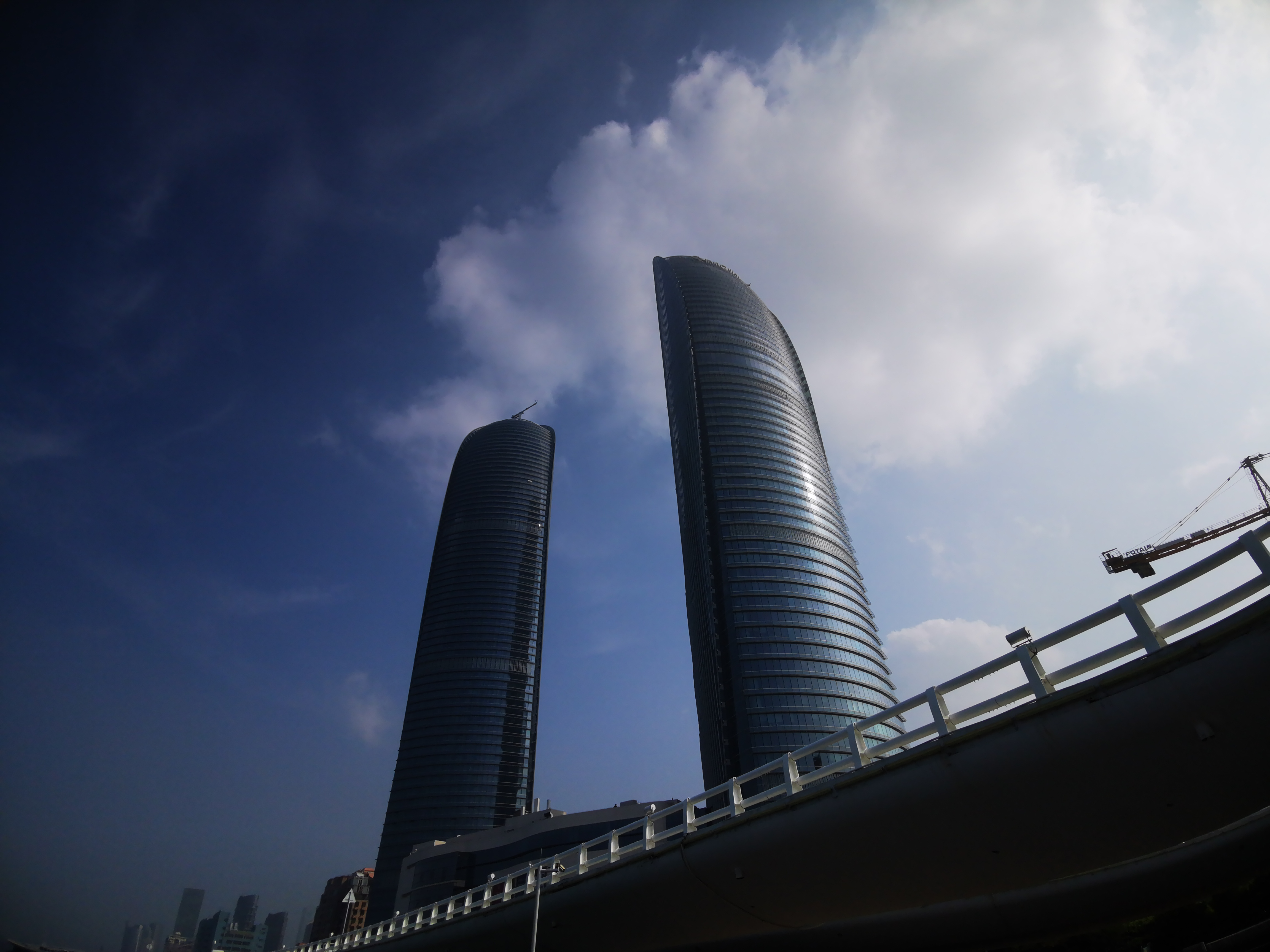
演武大桥观景平台上望向世茂海峡大厦。

## 建築特色
廈門世茂海峽大廈由晉思（Gensler）設計規劃，方案設計以幾何和對稱的方式體現了建築形象，以風帆為造型，並融入了廈門市花三角梅的創意，因為建築坐落於水邊，所以裙房的立面設計與海邊的波浪相呼應。
廈門世茂海峽大廈工程設計基準期為50年，結構合理使用年限為50年，地震設防烈度為7度（0.15g），建築物抗震設防分類為乙類，地基基礎設計等級為甲級。

## 文化活動

### 特別活動
2016年起，廈門世茂海峽大廈定期舉辦“520雲端馬拉松”活動。
2019年5月25日，廈門世茂海峽大廈舉辦第四屆“520雲端馬拉松”，數百人共同挑戰登頂55層的雲上廈門觀光廳。

### 展覽活動
2018年12月1日，廈門世茂海峽大廈舉辦“不做大多數”QQ超級會員特展、“蠟筆小新中國特展”、“100哆啦A夢秘密道具博覽”。

### 會議活動
2017年9月3日，廈門世茂海峽大廈舉行金磚國家工商論壇歡迎招待會  。

## 特色
2021年3月10日，“飞跃天际”与“云上滑梯”正式开放。“飞跃天际”即在大厦的最高点荡秋千；“云上滑梯”即全长约23米的空中滑梯。